# Lucrezia Grande
Lucrezia Grande (Pinerolo, 1º giugno 2004) è una giocatrice di curling italiana.
Ha vinto la medaglia d'oro nella specialità doppio misto ai campionati mondiali junior di curling del 2025 a  Edmonton.
Nel 2024 ha vinto i Campionati italiani femminili assoluti seria A nel febbraio 2024, il Campionato italiano Mixed Doubles-B a marzo e i Campionati italiani junior femminili in aprile.
Fa parte della squadra nazionale junior che parteciperà ai mondiali 2025 a Cortina D'Ampezzo, alle Universiadi di Torino 2025 ed è stata selezionata nel gruppo dei probabili olimpici per le Olimpiadi 2026.